# Sphaeromenes discrebatus
Sphaeromenes discrebatus är en stekelart som beskrevs av Giordani Soika 1978. Sphaeromenes discrebatus ingår i släktet Sphaeromenes och familjen Eumenidae. Inga underarter finns listade i Catalogue of Life.